# Andrzej Zbylitowski
Andrzej Zbylitowski, född omkring 1565, död omkring 1608, var en polsk skald.
Zbylitowski levde vid Stefan Batorys och Sigismund III:s hov, besökte i Sigismunds sällskap Sverige och drog sig sedermera tillbaka till sina gods i Karpaterna. Han imiterade i sina poetiska arbeten Ovidius och Vergilius; bland dem märks Witanie króla nowego Zygmunta Trzeciego (Hälsning till den nye kungen Sigismund) och Droga do Szwecyej Zygmunta III (Sigismund III:s färd till Sverige).